# Marciano González Villarreal
Marciano González Villarreal fue un militar mexicano que participó en la Revolución Mexicana.

## Biografía
Nació en Cerralvo, Nuevo León, el 2 de noviembre de 1883, siendo hijo de Sotero González y de Tomasa Villarreal. Estudió en Ciudad Victoria, Tamaulipas, y en la Ciudad de México, sin concluir carrera alguna. Se afilió a la revolución constitucionalista e intervino en numerosas acciones de armas. Obtuvo el grado de general de brigada. Fue secretario de la Convención de Aguscalientes en 1915. Se distinguió como orador, por lo que se le apodó Pico de Oro. Fue diputado federal por Nuevo León entre 1916 y 1920. Acompañó a Venustiano Carranza hasta Tlaxcalantongo, Puebla; después se exilió y volvió al país al iniciar el periodo de gobierno de Lázaro Cárdenas del Río. Fue funcionario de la Secretaría de Hacienda y Crédito Público; oficial mayor del Departamento del Distrito Federal en 1937 y 1938, y de la Secretaría de la Defensa Nacional en 1939 y 1940. Fue director de Abastecimientos Fabriles y secretario general de gobierno en Quintana Roo y Puebla. Fue nuevamente diputado federal en la XLVI Legislatura federal de 1964 a 1967. Falleció en la Ciudad de México el 10 de junio de 1970; fue sepultado en el Panteón Jardín.